# Roman Knoblauch

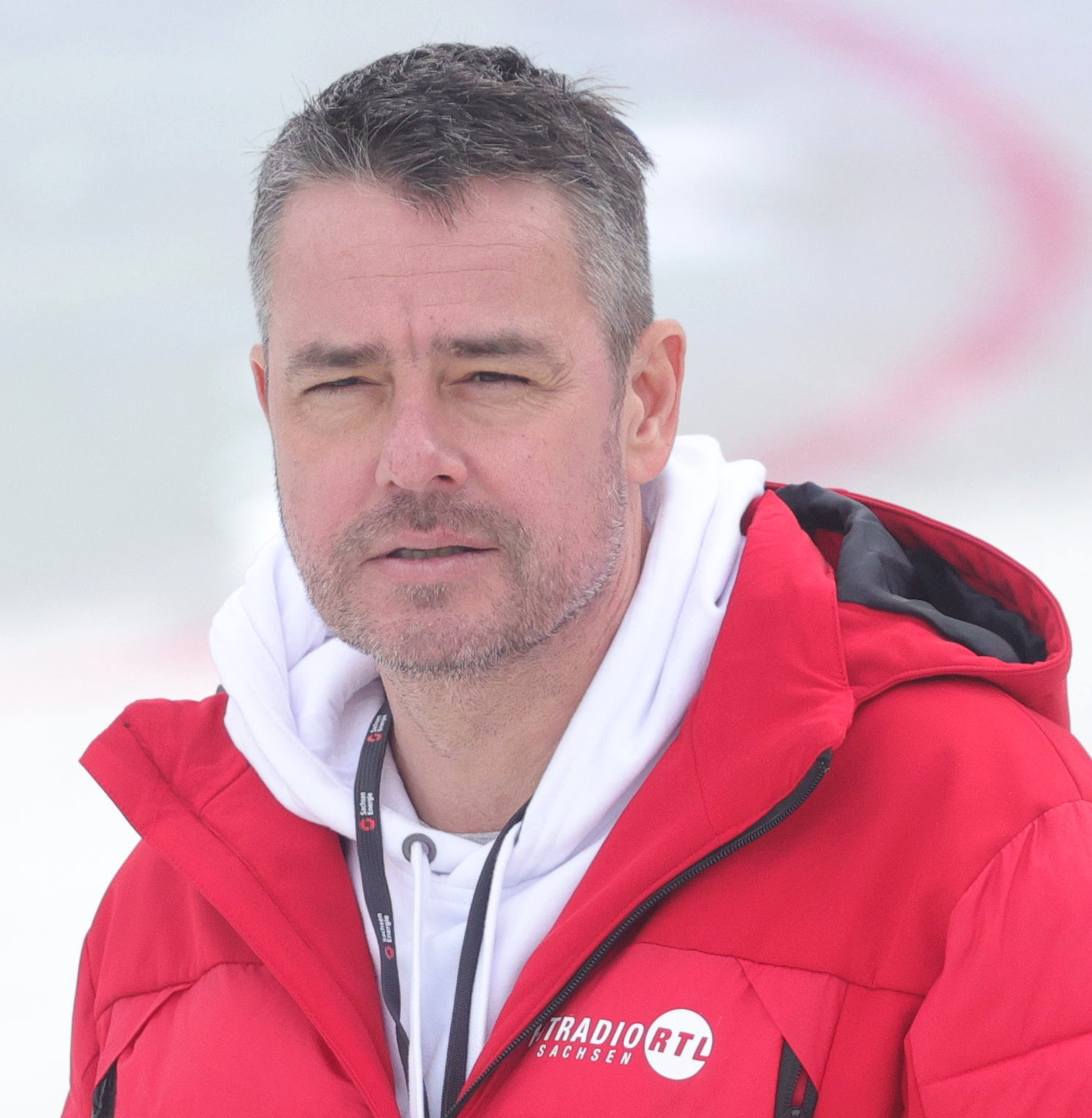
Roman Knoblauch (2024)

Roman Knoblauch (* 5. Dezember 1968 in Bautzen) ist ein deutscher Fernsehmoderator, Journalist, Radiomoderator und Sportkommentator.

## Leben
Roman Knoblauch lebte bis zum elften Lebensjahr in Wilthen. Mit 12 wechselte er als Wintersportler auf die Kinder- und Jugendsportschule und zum Sportclub SC Dynamo Klingenthal.
Nach dem Abitur nahm Knoblauch 1989 ein Studium an der Deutschen Hochschule für Körperkultur und Sport in Leipzig auf, das er 1993 an der Universität Leipzig als Diplomsportwissenschaftler beendete.
Danach begann er 1993 seine Tätigkeit als Sportredakteur und Livereporter bei Radio Leipzig. Hier berichtete Roman Knoblauch unter anderem auch von der Vierschanzentournee. Von 1995 bis 1997 moderierte er bei diesem Sender auch die Morningshow. Im Anschluss daran wurde Knoblauch als Radiomoderator bei Oldie-fm verpflichtet. In dieser Zeit verstärkte sich auch seine Arbeit als Eventmoderator. So präsentierte er die Eröffnung der „Holiday on Ice“–Tournee, den Ball des Sports in Leipzig, den Landessportball und die AIDS-Gala in Dresden sowie den MDR-Kindertag.
Ab 1995 war Knoblauch als Sportmoderator und Präsentator eines Wirtschaftsmagazins beim Sachsenfernsehen tätig. Ab dem Jahr 2000 war Roman Knoblauch Moderator des MDR-Fernsehens. Bei der Fernsehsendung MDR um 12 war er Moderator und Redakteur. In der Show Kochen mit Knoblauch zeigte er sich als Entertainer. Daneben präsentierte er mehrere Samstagabend-Unterhaltungssendungen im MDR Fernsehen.
Ab 2005 führte er jedes Jahr durch die MDR-Karnevalsgala Überraschend närrisches Sachsen-Anhalt. Im Rahmen der Feste der Volksmusik (ARD) mit Florian Silbereisen trat Roman Knoblauch als Reporter und Lockvogel auf. Ab in den Schwarzwald war der Titel einer MDR-Samstagabendshow, die er aus dem Süden Deutschlands moderierte. Mit Knoblauchs Olympiatest fragte er fünfmal sportliches Wissen im MDR ab. Neben Bärbel Schäfer trat er als Co-Moderator bei Wellness-TV in der ARD auf. Beim Semperopernball Dresden war Roman Knoblauch als Außenmoderator für MDR und 3sat vor der Kamera. Bei TIER TV war er ab 2007 als Präsentator zweier Tiershows engagiert. Bei der MDR-Show Trau, schau, wem mit Petra Kusch-Lück trat er auch als Sänger und Parodist mit dem Deutschen Fernsehballett als Zarah Leander auf.
2009 verließ er das MDR Landesfunkhaus in Magdeburg und kehrte nach Leipzig zurück.
Seit Herbst 2009 arbeitet Roman Knoblauch wieder bei Radio Leipzig als Moderator und ist außerdem für den TV-Sportsender Eurosport als Kommentator unter anderem für den Wintersport im Einsatz.
Knoblauch wurde 2013 für den Mitteldeutschen Fernsehpreis nominiert.
2012 moderierte er zusammen mit Frauke Ludowig von RTL den Leipziger Opernball und im März 2015 präsentierte er gemeinsam mit der Ex-Judoka und Olympiadritten Annett Böhm den Mitteldeutschen Olympiaball.
Außerdem nahm er mehrfach bei den Ironman-Europameisterschaften im Triathlon in Frankfurt teil und ist Vizelandesmeister im 100-Kilometer-Straßenlauf (2005) und mehrfacher Landesmeister im Skirollern.
Roman Knoblauch ist verheiratet, hat zwei Kinder und lebt seit einiger Zeit in Taucha bei Leipzig.